# 張軌
張 軌（ちょう き）は、五胡十六国時代の前涼の建国者。字は士彦。安定郡烏氏県（現在の甘粛省平涼市涇川県）の人。祖父は外黄県令張烈。父は太官令張温。母は隴西郡の名族である辛氏。

## 生涯

### 若き日
若い頃は宜陽にある女几山に籠り、同郷で親交のあった皇甫謐と共に隠居生活をしていたという。
泰始元年（265年）、恩蔭（任子）制度により叔父から五品官（九品官人法による官職）を継承した。やがて洛陽へ入朝すると、衛将軍楊珧より召し出されてその属官となり、次いで太子舎人に任じられた。
太康年間（280年 - 289年）には尚書郎・太子洗馬・中庶子に任じられ、さらに後には幾度か昇進を重ねて散騎常侍・征西軍司 まで至った。

### 河西に拠る
八王の乱が勃発し朝廷内で政変が相次ぐようになると、張軌は災いを避ける為、かつて後漢建国の功臣である竇融が河西（涼州）の地へ逃れてその身を保った故事に倣い、朝廷へ上表して涼州刺史の地位を求め、これが認められて現地へと赴任した。
当時、涼州の境では鮮卑が反乱を起こしており、強盗・略奪行為が横行していたが、張軌は着任すると瞬く間にこれらの鎮圧に当たり、1万人余りを討伐した。
彼は倫理的な教化の推進にも努め、農耕・養蚕を奨励した。また、涼州の名族である宋配・陰充・氾瑗・陰澹らを側近として迎え入れ、また涼州9郡にいる貴族の子弟5百人を招聘するなど、豪族勢力との融和を図って地盤の確立に努めた。さらに学校設立を積極的に推し進め、崇文祭酒（学政を行う部門を監督する役職）を新たに設けて別駕と同等の地位と定めた。賢人の登用にも尽力し、定期的に郷射の礼（一般の民衆から才覚有る者を取り立てる行為）を行い、広く人材を抜擢した。
永興元年（304年）頃、河間王司馬顒・成都王司馬穎の専横により朝廷が乱れると、張軌は3千の兵を洛陽へ派遣して恵帝の護衛に当たらせた。後に隴西郡太守の韓稚が秦州刺史張輔を対立の末に殺害するという事件が起こると、張軌は部下の楊胤の進言を容れて討伐軍を派遣した。また同時に韓稚への使者を派遣し、天下の乱れの中で牧守（地方の長官全般を指す）一同の勤王のための団結を訴える書状を送り、これを受け取った韓稚は降伏した。また鮮卑の若羅抜能が反乱を起こして涼州を荒らし回るようになると、張軌は司馬宋配を派遣して討伐を命じた。宋配は敵を撃ち破って若羅抜能を討ち取り、10万戸余りを捕らえてから帰還した。こうした功績により張軌の威徳はさらに知れ渡り、当時の皇帝であった恵帝も使者を派遣して方物を贈り、また安西将軍・安楽郷侯の位を与えて食邑千戸を加えるなど、張軌の働きを慰労した。
光熙元年（306年）11月、恵帝が崩御して懐帝が即位した。永嘉元年（307年）頃、張軌は関中を鎮守していた南陽王司馬模のもとに主簿令狐亜を派遣し、礼物を贈って修好を求めた。司馬模はこれを大いに喜び、帝から賜った剣を張軌へ贈ると「隴より以西（隴西地方）においては、征伐・採決の一切を委ねよう。それはこの剣と同様である」と告げた。

### 張越の乱
晋昌郡出身の張越は涼州の豪族であり、元々は隴西内史を勤めていた。ある時、張氏が涼州の覇者となるという予言を聞いた彼は、自らの才能をもってこれに応じようと考えるようになった。やがて梁州刺史に昇進したが、涼州を統べる志を抱いていたので病だと称して職を辞し、河西の地に戻った。さらに、密かに張軌を追い出して自らが取って代わろうと謀るようになった。
永嘉2年（308年）2月、張軌は中風を患い、日常の会話に支障を来すようになったので、子の張茂が州の事務を代行するようになった。張越は兄の酒泉郡太守張鎮・尚書侍郎曹祛、張軌の別駕を務めていた麹晁らと協力し、これに乗じて張軌を失脚させようと計画した。関中を統治する南陽王司馬模の下へ使者を派遣し、張軌が不治の病であると称し、秦州刺史の賈龕を後任として涼州刺史に転任させるよう訴えた。当の賈龕は当初はこの企みに乗ろうと考えていたが、彼の兄は「張涼州（張軌）は当代きっての名士であり、威名は西州（涼州）に轟いている。汝は何の徳があってこれに取って代わるというのか！」と叱責したので、考えを改めてその地位を辞退した。賈龕の辞退を受け、張鎮・曹祛は朝廷へ代わりの涼州刺史を派遣するよう上表した。さらにその返答が届く前に、張越は張鎮・曹祛・麹佩らを各地へ派遣して張軌を廃する旨の檄文を送り、さらに朝廷に上表して自身を涼州刺史に任じるよう要請した。
これらの事が耳に入ると、張軌は職を辞して早急に隠遁しようとした。しかし長史王融・参軍孟暢らは張軌の居室へ押し入り「晋室で変事が相次ぎ、人も神霊も塗炭の苦しみを味わっており、みな明公（張軌）が西夏（中国の西側）を撫寧することを頼みとしております。張越・張鎮の兄弟は凶逆をほしいままにしており、その罪を明らかにして誅滅すべきです。彼らの志を成就させてはなりません！」と諫めた。これを聞いた張軌は長男の張寔を張鎮らの討伐に当たらせると共に、同時に張鎮の外甥である太府主簿の令狐亜を張鎮の下へ派遣し、誠心誠意の帰順のみが一族の安泰の道であると説得させた。これを聞いた張鎮はその罪を功曹の魯連に押し付けて処刑すると、張寔の下へ赴いて謝罪した。張越・曹祛は未だに張軌に従わなかったので、張寔は軍を率いてこれを討伐した。
同時期、朝廷は張鎮らの上表を受け取ると、侍中袁瑜を代わりの涼州刺史に任じる事とした。これを聞いた治中の楊澹 は馬を馳せて数10人を伴って長安へ至り、自分の耳を切り落として皿の上に置き、張軌が不当に貶められていると司馬模へ訴えた。また武威郡太守の張琠もまた子の張坦を速やかに洛陽を派遣し、上表して張軌の更迭を思いとどまるよう請願した。司馬模はこれらの要請を入れ受け、上表してこの人事を止めさせた。これを知った張軌は大いに喜び、勢いそのままに討伐軍を派遣して曹祛を討ち取り、張越を鄴へ逃走させた。これにより涼州の騒乱は鎮まった。

### 洛陽を護衛
永嘉2年（308年）4月、趙・魏の地で反乱を起こしていた王弥が洛陽へ侵攻を開始すると、張軌は督護北宮純・張纂・馬魴・陰濬らに洛陽救援を命じ、北宮純は勇士100人余りでの奇襲により王弥の軍を破って退却させた。北宮純らはさらに河東に進出していた漢（後の前趙）の劉聡軍を破った。懐帝は張軌の忠誠を称賛して西平郡公に進封する詔を下したが、張軌はこれを固辞した。
永嘉3年（309年）10月、漢の劉聡・王弥らが精鋭5万を率いて洛陽へ襲来すると、張軌は再び北宮純に救援を命じた。劉聡が西明門に迫ると、北宮純は宵闇に乗じて勇士千人余りを率いて敵陣へ奇襲を仕掛けた。敵陣は大混乱に陥り、北宮純は戦乱の最中に征虜将軍呼延顥を斬り殺し、劉聡を撃退させた。洛陽では「涼州大馬、横行天下。涼州鴟苕、寇賊消、鴟苕翩翩、怖殺人」という歌謡が作られ、彼らは救国の英雄として称えられた。
また張軌は治中張閬を洛陽へ派遣し、5千の義兵、州内の秀才で孝廉な者、租税の帳簿・武具、その他涼州の物資を送り届けた。
また、官吏に命じ、涼州成立以降の記録を細かに調べさせ、高潔・純粋であり富貴に拘らずに世俗から離れて節操を保つ者、高才・博学にして経史を著述する者、危機に臨んでも我が身を顧みずに国家や君主への義に殉じた者、忠心から諫言を行うも処罰されてしまった者、使節として臨機応変に交渉して災禍を減らした者、武勇や智略により乱を鎮めた者、主君を誤った方へ導いて忠賢な者を陥れた者等、全てを詳しく州府まで文書で報告させた。州郡の父老はみなこれを互いに慶賀し合ったという。
永嘉4年（310年）11月、洛陽より使者が到来し、張軌は鎮西将軍・都督隴右諸軍事に任じられ、覇城侯に封じられた。また、光禄卿傅祗・太常摯虞は張軌の下へ信書を送り、洛陽の物資・食糧の不足を訴えた。これを受け、張軌は即座に参軍杜勲を洛陽へ派遣し、朝廷に馬5百匹・布3万匹を献上した。
永嘉5年（311年）5月、朝廷は張軌を車騎大将軍 に任じ、開府儀同三司の特権を与える事を決めた。だが、その文書が張軌に届く前に、漢の軍勢が洛陽に迫ったとの報があり、張軌は北宮純・張斐・郭敷らに精鋭5千を与えて洛陽救援を命じたたが、既に晋朝の主力軍は壊滅しており、もはや抗う力は残っていなかった。漢軍の攻勢の前に洛陽はあえなく陥落し、懐帝を始め皇室･官吏も捕虜となってしまった。北宮純はかろうじて長安に逃れたものの、張斐らは捕らえられて殺害された。

### 司馬鄴を奉じる
洛陽が陥落して以降、涼州へ避難する民が日夜に渡って相次ぐようになった。張軌は上表し、秦州・雍州からの流民を姑臧の西北へ移す許可を求めた。また、武威郡を分割して新たに武興郡を設置し、武興・大城・烏支・襄武・晏然・新障・平狄・司監などの県を編入した。さらに西平郡を分けて新たに晋興郡を設置し、晋興・枹罕・永固・臨津・臨障・広昌・大夏・遂興・罕唐・左南などの県を編入し、移民を居住させた。
永嘉6年（312年）3月、太府主簿馬魴は張軌へ「四海は傾覆し、乗輿（天子）も帰らぬものとなってしまいました。明公は全州（涼州の全て）の力で平陽（漢の本拠地）へ向かえば、必ずや万里の遠方すらも全て靡き、戦わずして勝利出来るでしょう。一体何を憂慮して、行動を起こされないのですか。今そこ出師を命じ、帝室を翊戴すべきです」と述べた。張軌は「これこそ我が想う所である」と述べ、これに同意した。
この時、秦王司馬鄴が関中に入り、漢軍に対抗して長安奪還の攻防を繰り広げていた。これを受け、張軌は関中一帯へ速やかに檄を飛ばし「主上は危機に遭遇し、流賊の下へ遷幸してしまった。普天（天下）は分裂し、率土（大地）は気を喪っている。秦王（司馬鄴）は天賦の資質があり、聡明であり仁徳に溢れている。また、すぐれた機略と武断をもって天命に応じている。世祖（司馬炎）の孫の中でも、今や王は一番の年長であるから、我ら全ての晋人よ、食土の同士（晋より食邑を与えられている諸侯）よ、占卜により時期を見定め、誠心誠意力を尽くし、明道も険道も心を同じくするのだ。まずは吉日を選んで秦王に位を継がせるべきである。今、前鋒督護宋配に歩兵・騎兵2万を与えて長安に向かわせている。乗輿（天子）を護衛し、左右の賊を撃退するのだ。西中郎将張寔には中軍3万を、武威郡太守張琠には胡人の騎兵2万をもって絶え間なく続かせ、仲秋の中旬には臨晋において合流せん」と宣言した。
4月、関中の諸将らは漢軍を長安から撤退させ、司馬鄴を雍城から長安へ奉迎した。
9月、西晋の秦州刺史裴苞・東羌校尉貫与は険阻な地に拠り、涼州と朝廷の往来を断絶していた。その為、張軌は宋配・張寔に裴苞討伐を命じた。同時期、西平出身の王淑と曹祛の残党である麹儒らは、かつて福禄県令であった麹恪を盟主に推戴して反乱を起こした。彼らは西平郡太守趙彝を捕らえると、東方にいる裴苞らと呼応した。その為、張寔は軍を反転させて反乱鎮圧に向かい、これらを撃破して麹儒らを誅殺した。また、左督護陰預は陝西において裴苞を攻撃し、これを大破して柔凶塢まで敗走させた。張寔は麹儒らの反乱の主犯格であった600家余りを移住させた。
同月、秦王司馬鄴が皇太子に立てられると、使者を涼州へ派遣して張軌へ拝し、驃騎大将軍に任じて位を司空に進ませ、開府儀同三司を授け、西平郡公に封じて3千戸を加える旨を告げたが、張軌はまたも固辞した。その後も司馬鄴は重ねて使者を送り、以前授けた官位（車騎将軍・開府儀同三司）を受けるよう改めて命じたが、張軌は一向に応じなかった。左司馬竇濤は張軌へ「周旦（周公旦）は曲阜に封じられると辞退せず、斉望（呂尚）は営丘に封じられると命を受けました。これは国家の明確な法によって、殊勲者を顕彰したからです。天下が崩壊して皇輿（天子）が流亡しましたが、涼州は辺境とは言えども匡衛（補佐して護衛する事）を忘れませんでした。そのため、朝廷は心を傾け、再三に渡りこの嘉命（報賞）を授けているのです。どうか朝廷の意思に従い、群心を満たされますように」と述べたが、それでも張軌は従わなかった。
同年、金城郡太守胡勗が謀反を起こすと、張軌は督護宋毅・治中令狐瀏を派遣して討伐を命じた。だが、胡勗が降伏を請うたので、討伐を中止して罪に問わなかった。
また同年、麹儒の残党らは乱を起こしたが、張寔が兵を率いてすぐさま平定した。
建興元年（313年）4月、平陽において懐帝が処刑されると、司馬鄴がその位を継いだ。愍帝（司馬鄴）は再び使者を派遣し、鎮西大将軍に任じて侍中を加え、再び開府儀同三司を与えて西平郡公に封じ、位を司空に進める旨を告げたが、張軌はまたも固辞した。
同年5月、漢の劉曜が北地を侵略して長安に迫ったので、張軌は参軍麹陶に騎馬3千を与え、長安の防衛に当たらせた。

### 最期
建興2年（314年）2月、愍帝は大鴻臚辛攀を派遣して張軌へ拝し、侍中・太尉・涼州牧に任じ、西平郡公に封じる旨を告げたが、張軌は侍中・太尉・涼州牧の地位についてはまたも固辞した。また、既に老齢に差し掛かっていたために、子の張寔が副刺史・撫軍大将軍に任じられた。副刺史という役職はこれまで用いられた例が無く、これは涼州刺史の地位を張氏が世襲していくことを暗に朝廷が認めた事を示している。
5月、張軌は病の為に病床へ伏すようになると、群臣へ「我は他者への恩徳が少なく、今や病により危篤となっており、恐らく命数は尽きるであろう。文武の将佐はみな忠義を尽くし、民百姓を安んじる事を務めとし、上は国に報いて下は家を安んじることを旨とせよ。我の死後、葬儀は普通の棺を用いて質素に行い、墓に金玉は入れないように。また、よく安遜（張寔）を支え、朝廷の意思には従うように」と遺言し、やがて正徳殿において亡くなった。享年60。涼州を統治する事13年であった。武公と諡され、陵墓は建陵と名付けられた。また、朝廷からは侍中・太尉を追贈され、武穆公と諡された。子の張寔が後を継いだ。
前涼の創建者と見做される張軌だが、生涯晋朝には忠義を尽くし、独自の称号を用いることはなかった。
後に曾孫の張祚が王位を僭称すると、張軌は武王に追諡され、太祖という廟号を与えられた。

## 人物
前漢初期の趙王張耳の17世孫に当たるとされ、その家系は代々孝廉に推挙され、儒学を専攻していたことで著名であった。
幼い頃から明敏で学問を好み、その才能と名望で世間の評判であったという。また、容貌や態度、立ち居振る舞いは礼儀や規則に則っていたという。
全国各地で乱が発生するようになると、諸侯の多くは朝廷からの命を次第に軽んじるようになり、使者の往来も滞らせるようになっていった。だが、張軌だけは遣使を継続して朝貢を1年中絶やすことは無かったので、朝廷はこれを称賛して幾度も璽書（天子の詔書）を下し、その働きを慰労した。
文士としても著名であり、まだ洛陽で仕官していた頃には親交があった杜預へ、自ら『易』に注釈を加えた書物を贈っている。また、時期は不明だが『易義』全10巻を撰している。

## 逸話
- 張軌が洛陽の混乱を避けて涼州へ逃れる事を考えるようになった頃、その吉凶を見定める為に占いを行った。すると六十四卦のうち、泰卦と観卦を同時に得る事が出来た。この結果に張軌は、蓍（占いに用いる細い棒）を放り出して「これは覇者の吉兆である」と述べて大喜びし、涼州への移住を決断したという。
- 後漢末期、金城郡出身の陽成遠が太守を殺して反乱を起こすと、同郡出身の馮忠は太守の死体を前にして大声で泣き、血を吐いて死んだ。また同時期、張掖郡出身の呉詠は護羌校尉馬賢から招集を受けてその佐吏となり、次いで太尉龐参の掾となった。後に馬賢と龐参が対立するようになると、互いに罪状を捏造して陥れ、死刑にすべきだと言い合った。二人は呉詠を呼び寄せて証言を求めたが、呉詠は双方の理に適うことが出来ない事を悟り、憂悶の末に自害してしまった。馬賢・龐参は甚だこれを後悔し、やがて相互に和解した。後に張軌がこれらの話を聞くと、馮忠・呉詠の墓を祀り、彼らの子孫を顕彰したという。
- 建興元年（313年）、太府参軍索輔は張軌へ「古代、金貝の皮幣が通貨として用いられるようになり、糧食や織物が交換品として消耗されることはなくなりました。二漢（前漢・後漢）の時代には五銖銭が造られ、貿易が滞る事が無くなりました。しかし、泰始年間（265年 - 274年）になると河西は荒廃し、次第に銭は再び用いられなくなり、布を銭の代わりとし、切り分けてその価値の等級としました。これにより織物が廃れてしまい、交易もまた困難となりました。女工の仕事も廃れ、衣服を作ることすらままならなくなりました。これは甚だひどい弊害であります。今、中州（中原）は乱に陥っておりますが、涼州は安定しております。どうか五銖銭を復活させ、商売を流通させますように」と進言した。張軌はこの提案に同意し、絹布を基準として銭と交易する制度を定めた。この銭は大いに流通し、涼州の民はその恩恵を被ったという。

### 怪異譚
- 後漢末期、敦煌郡出身の博士侯瑾は弟子へ「そのうち、城（姑臧城）の西にある泉は枯渇し、その上に二つの楼台が立ち、城の東門よりそれらを望み見る事が出来るであろう。覇者はそこより出現する」と予言した。魏の嘉平年間（249年 - 254年）に至ると、郡の長官は学舎を建てる為、泉底の上に二つの楼台を築いたが、果たして城の東門より望み見る事が出来た。そして予言の通り張軌が到来し、河西の地を支配するに至ったのだという。
- 永嘉4年（310年）11月、張掖郡の臨松山で『金馬』という字が彫られた石が見つかった。その字を鮮明に読もうと研磨を行ったところ、『張』という字が新たに確認された。さらにその後に文章が続いている事も分かり、そこには『初祚天下、西方安萬年（初めて天下の主となり、西方を万年に渡って安んじるであろう）』と刻まれていたという。さらに同じ時期、姑臧でも黒石が発見され、そこには白点が二十八宿を形成していたという。これらの逸話はいずれも、張氏の長期に渡る涼州支配を暗示するものとされる。
- 永嘉6年（312年）、令狐瀏らが反乱を起こした金城郡太守胡勗討伐に向かう途上、黄河の中流を渡っていると白魚が船に入り込んできた。これを見た令狐瀏は「魚の類を虜としたか。これは必ずや（胡勗が）甲を解き、我らに帰するという事であろう」と告げた。果たして胡勗は降伏を請い、張軌はこれを許した。

## 評価
- 張軌がまだ洛陽朝廷に仕えていた頃、中書監張華より招聘を受けた事があった。張軌はこれに応じて張華の下へ出向くと、経書の解釈や政事の利害について互いに論じ合った。張華は彼の見識を高く評価すると共に、言葉遣いや人となりも称え、二品（九品官人法による評価指標）と比較しても非常に優秀であると感じた。同時に、張華の様な人材がこれまで埋もれていた事から、安定郡の中正官（人材を見極めて適正に評価する官職）が正しく職務を果たしていないことを痛感したという。
- 張軌が涼州を治めるようになって以降の事、朝廷に仕えていた秘書監繆世徴・少府摯虞は夜に天文を観測していた。この時、彼らは張軌を称えて「天下は乱れきっており、避難するのはただ涼土（涼州）のみである。張涼州（張軌）は徳行・度量共に非凡であり、まさに人の上に立つ人物ではないか」と互いに語り合ったという。
- 『晋書』の著者である房玄齢らは『周公（竇融の字）はこの地を保つ事で功績を立て、士彦（張軌の字）もまたこの地を擁して長生を布いたのだ。摯虞は星象を観測して（涼州に）洪災が訪れぬ事を記し、侯瑾は泉を観察して覇者がこの地に在る事を知った。これを見るに、（張軌の勢力が繁栄したのは）ただ地勢によるものだけではなく、天道に合致していたからではなかろうか！』と評している。また、賛においては『三象（太陽・月・星）は氛（妖気）を構え、九土（中国全土）は瓜分（分裂）し、鼎（皇帝）は江介（江東）へ遷り、地は河濆（黄河の畔）にて絶たれてしまった。それでもなお張君（張軌とその子孫を指す）は晋室に帰誠した。何と美なる事か。内においては遺黎（難民）を慰撫し、外においては逋寇（流賊）を攘った。世は既に遠く隔たっていたが、国は大いに富んだ。天理・人心に逆らわずに基業を為した事で、蓋天が佑ける所となったのだ』と評されている。
- 『資治通鑑』に注釈を付けた胡三省は『ああ！世が乱れるや、人は自らを全うする事を考えた。だが、全を求めようとも、多くの者は全うする事は出来なかった。竇融・張軌はいずれも河西へ出る事を求め、全を求めながら全を得る事が出来た者たちである。一方、謝晦・袁顗はいずれも荊襄（荊州）に鎮する事を求め、全を求めるも全う出来なかった者たちである。思うに、竇融・張軌は始終に渡って一心に漢・晋を奉じ続けた。永終の福禄を得られたのも至極当然の事であり、故に子孫へも（幸福が）残されていったのである。謝晦・袁顗は険阻なる地に拠って身を全うする事を志したが、用心する事が無かった為に天より（幸福を）与えられる事が無かったのだ。さらに劉焉は益州を牧す事を求め、袁紹は冀部（冀州）を図る事を志し、石敬瑭は河東を心より欲した。いずれも非望の身ながら謀略を企て、久速（遅速）の差はあれど成敗が至る事となった。則ち智慮が及ばなかったという事であろう』と述べている。

## 家族

### 祖父
- 張烈 - 外黄県令

### 父
- 張温 - 太官令

### 母
- 辛氏 - 隴西郡出身

### 弟
- 張粛 - 建威将軍・西海郡太守

### 子
- 張寔 - 第2代君主
- 張茂 - 第3代君主（張寔の同母弟）